# American Memory
 (mars 2023).
Si vous disposez d'ouvrages ou d'articles de référence ou si vous connaissez des sites web de qualité traitant du thème abordé ici, merci de compléter l'article en donnant les références utiles à sa vérifiabilité et en les liant à la section « Notes et références ».
L’American Memory est un site Web d'archives écrites, sonores et vidéos dans le domaine public.
Il est géré par la Bibliothèque du Congrès et a été créé grâce à des dons d'un montant de 13 000 000 dollars US.
Son ouverture officielle en ligne s'est faite le 13 octobre 1994.